# استیو کرام
استیو کرام (انگلیسی: Steve Cram؛ زادهٔ ۱۴ اکتبر ۱۹۶۰) دونده اهل بریتانیا است.
از افتخارات وی میتوان به کسب مدال نقره دو ۱۵۰۰ متر با مانع در بازی‌های المپیک تابستانی ۱۹۸۴ اشاره کرد. 